# Smbataberd

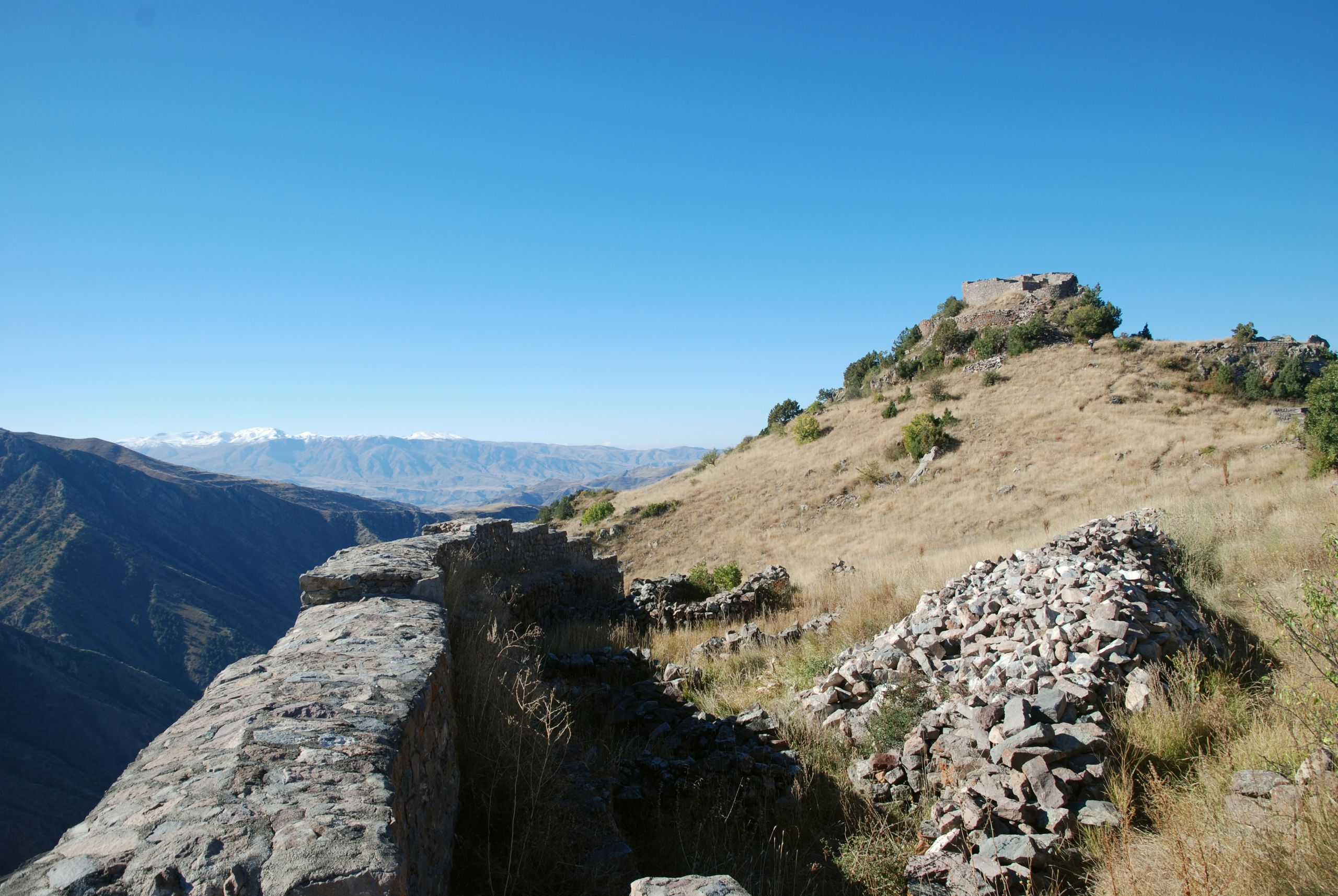
Östliche Wehrmauer von Norden und Zitadelle auf der höchsten Erhebung im Südwesten

Smbataberd (armenisch Սմբատաբերդ, „Burg des Smbat“) ist die Ruine einer mittelalterlichen Festung in der südarmenischen Provinz Wajoz Dsor oberhalb des Dorfes Jeghegis, die im 10. Jahrhundert ausgebaut wurde und bis zu ihrer mutmaßlichen Eroberung durch die Mongolen im 13. Jahrhundert im Besitz der Orbelian-Fürstenfamilie war.

## Lage
Koordinaten: 39° 52′ 18,2″ N, 45° 20′ 17,2″ O
Smbataberd ist über die Fernstraße M10 zu erreichen, die zwischen Areni und Jeghegnadsor bei Getap von der M2 abzweigt und nach Norden über den Selim-Pass zum Sewansee führt. Nach zehn Kilometern biegt im Dorf Schatin eine Nebenstraße nach Nordosten zum sechs Kilometer entfernten Ort Jeghegis im Tal des gleichnamigen Flusses ab. Beim Ortseingangsschild beginnt ein etwa ein Kilometer langer Pfad, der auf einer direkten Route den Festungshügel von der Südostseite erklimmt.
Von der gegenüberliegenden nordwestlichen Seite des Hügels ist die Festung bequemer zu erreichen. Zwei Kilometer nach Schatin verlässt eine Nebenstraße das Tal des Jeghegis und folgt einem Zufluss in einem Seitental. Sie durchquert nach einem Kilometer das langgezogene Dorf Artabuynk und endet nach einigen Kilometern im Weiler Horbategh am Talende. Etwa einen Kilometer hinter den letzten Häusern von Artabuynk beginnt rechts der Straße ein Fahrweg an einer Furt und einer Fußgängerbrücke über den Bach. Der Fahrweg steigt zunächst in östlicher Richtung gut einen Kilometer, bis er sich an einer ebenen Stelle gabelt. Richtung Südwesten führt der Weg nach einem weiteren Kilometer hinauf zur 1925 Meter hoch gelegenen Festung, in der anderen Richtung erreicht er die etwas weiter entfernte Ruine des ehemaligen Klosters Tsaghats Kar auf 2052 Metern Höhe. Von dort ist die Festung in der Ferne zu sehen. Ein gut zwei Kilometer langer Fußpfad über den Hügelkamm zwischen Kloster und Festung kürzt den Fahrweg ab.

## Geschichte

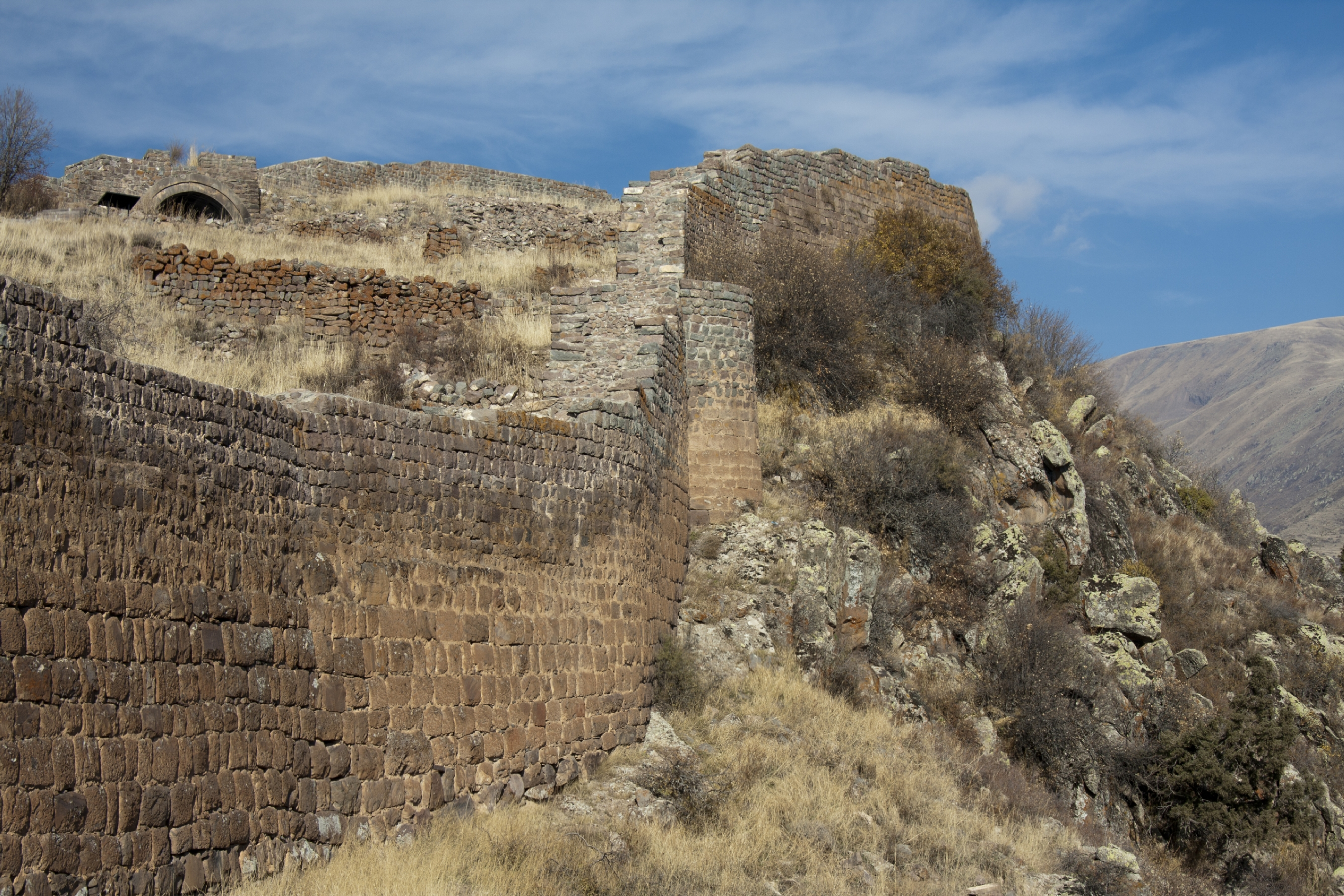
Östliche Wehrmauer nach Norden. Links oben das Haupttor

Möglicherweise gab es bereits vor dem 5. Jahrhundert eine Festung an dieser Stelle. Der antike griechische Geschichtsschreiber Strabon erwähnt um die Zeitenwende den Namen Symbace für einen Ort oder ein Gebiet unter armenischer Herrschaft, der in der Nachbarschaft zu der von den Römern eingenommenen Region Atropacene (armenisch Atrapatakan) lag. Die Festung wird im Zusammenhang mit der Schlacht von Avarayr von 451 genannt, bei der armenische Aufständische gegen die Sassaniden für die freie Ausübung ihrer christlichen Religion kämpften. Neben Avarayr fanden auch in der Region Wajoz Dsor Gefechte statt, eines davon nahe Smbataberd.
Der ursprüngliche Name und der spätere Namensgeber der Festung sind unklar. In Frage kommen ein Fürst Smbat im 13. Jahrhundert aus der Orbelian-Dynastie, der in Jeghegis begraben liegt, oder ein anderer Adliger namens Smbat Orbelian, dessen Grab sich im Kloster Noravank befindet und der die Festung wieder aufbauen ließ. Wahrscheinlich benannte die lokale Bevölkerung die Festung jedoch nach Fürst Smbat der Sjunik-Familie, der im 10. Jahrhundert lebte. Wie der Geschichtsschreiber Bischof Stepanos Orbelian im 13. Jahrhundert berichtet, befahl im Jahr 922 Amir Yusuf, Herrscher von Atrapatakan und Gegner der armenischen Bagratiden, den Einmarsch in Sjunik. Um Jeghegis vor den Angreifern zu schützen, ließ Fürst Smbat eine Verteidigungsanlage errichten, die jene nicht zu bezwingen vermocht und sich zurückgezogen hätten. Mit ebensolcher weiser Voraussicht habe Smbat seinen Herrschersitz in Jeghegik (heute Jeghegnadsor) befestigen und von einer starken Armee bewachen lassen. Stepanos Orbelian bezeichnet Kapuyt Berd („Blaue Burg“) als eine der mächtigsten Festungen von Wajoz Dsor. Dieser Name wird mit Smbataberd lokalisiert.
In der unmittelbaren Umgebung befindet sich keine Quelle. Nach einer Legende bezwangen die Seldschuken im 11. Jahrhundert die als uneinnehmbar geltende Festung, indem sie ein durstiges Pferd herbeiführten, um die geheime Wasserversorgung aufzuspüren. So entdeckten sie die unterirdische Wasserleitung, die über die Entfernung von zwei Kilometern vom Kloster Tsaghats Kar nach Smbataberd führte. Laut anderen Berichten konnten die Armenier die Festung bis ins 13. Jahrhundert halten, als sie von den Mongolen erstürmt wurde.
Nach der Massendeportation der armenischen Bevölkerung 1604 nach Isfahan durch den persischen Schah Abbas I. und nachfolgend mehreren Kriegen zwischen Osmanen und persischen Safawiden waren viele Dörfer in der Region verlassen. Die Festung verfiel und wurde ebenfalls aufgegeben.

## Festungsanlage

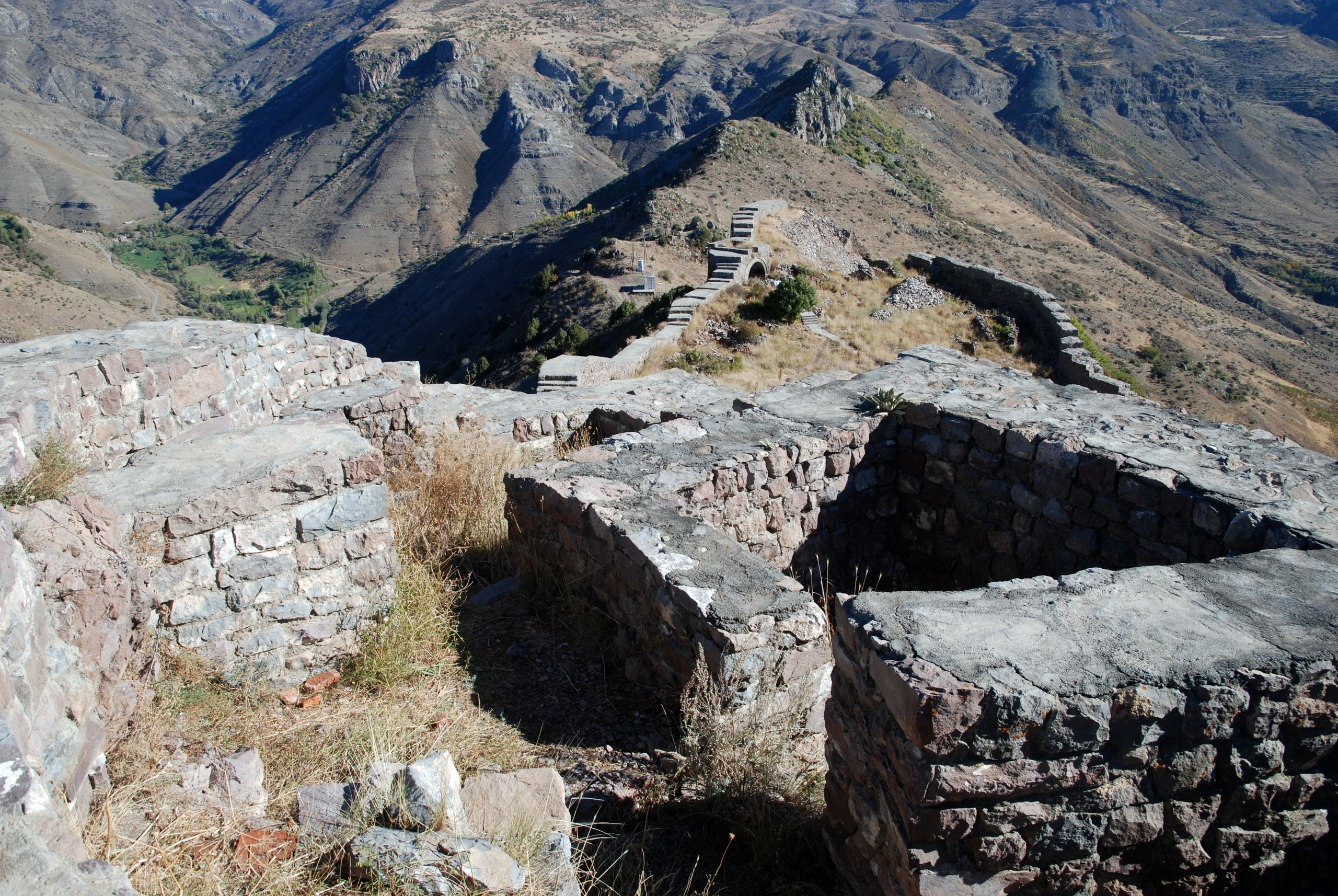
Von der Zitadelle Richtung Haupttor im Norden

Die Festung nimmt eine geneigte, 6,5 Hektar große dreieckige Fläche an der Südspitze einer Hügelkette ein, die nach Südosten zum Tal des Jeghegis und nach Nordwesten zum Tal von Artabuynk steil abfällt. Das Haupttor befindet sich an der Nordseite, einen Nebenzugang gab es im Westen und ein „Königstor“ im Osten. Die Umfassungsmauern waren zwei bis drei Meter dick, acht bis zehn Meter hoch und wurden durch mehrere Rundtürme verstärkt. Besonders die erhaltenen mächtigen Mauern über dem östlichen Steilabsturz in Verbindung mit der strategisch günstigen Lage machen deutlich, dass die Festung nur schwer einnehmbar gewesen sein muss.
Smbataberd bot Lebensraum für Hunderte Menschen, die sich hier zurückziehen konnten. Von den Gebäuden im Innern blieben nur geringe Mauerreste erhalten. Im Norden wurden die Mauerreste der Soldatenunterkünfte und ein Wasserbecken konserviert. Den höchsten Teil des Geländes nehmen die runden Mauern der Zitadelle im Südwesten ein. Ein großer Teil des Geländes ist noch nicht ausgegraben, dafür wurden die Wehrmauern teilweise restauriert. Fußwege erschließen die Anlage für den Tourismus.
Einst auf der Umfassungsmauer stehende Wachttürme sind heute verschwunden. Zur Außenanlage gehörten mehrere Beobachtungstürme, von denen sich einer einen Kilometer östlich und ein weiterer 800 Meter westlich auf einem anderen Hügel befand. Reste der Tonröhren, durch die Wasser von Tsaghats Kar hergeleitet wurde, werden im Regionalmuseum von Jeghegnadsor gezeigt.